# Socha Karla IV. (Karlovy Vary, 1858)
Socha Karla IV., též nazývána jubilejní sloup se sochou Karla IV., se nachází v sadech Jeana de Carro v Karlových Varech. Byla odhalena roku 1858 u příležitosti 500. výročí založení města. Autorem byl sochař Josef Max.
Socha je prohlášena kulturní památkou, památkově chráněna je od 3. května 1958, event. 5. února 1964, rejstř. č. ÚSKP 14564/4-889.

## Historie

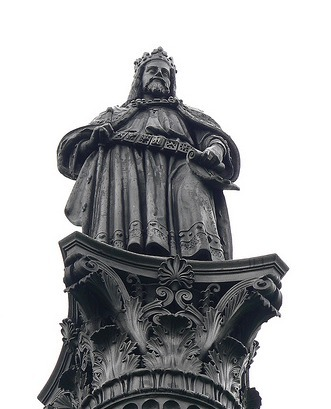
Socha v detailu, červenec 2007

Památník se sochou zakladatele Karlových Varů císaře a českého krále Karla IV. byl slavnostně odhalen 13. září 1858 během oslav 500. výročí založení města. Autorem díla byl pražský sochař Josef Max.
Sochu pravděpodobně od autora odkoupil karlovarský mecenáš baron Lützow a umístil ji v zahradě své vily. Následně ji od Lützowa vykoupili karlovarští radní a prosadili její umístění na vyvýšené místo v nově zřízeném parku. Umístění se dočkalo velké kritiky, neboť socha císaře nebyla ve výšce šesti metrů dobře vidět.
Ve 20. století proběhlo několik oprav, během nichž byla spodní část sloupu zalita směsí betonu a kamene do výše asi 60 cm. Tím byly zality i větrací otvory a trubice, které odváděly kondenzační vlhkost. Nosná konstrukce byla tehdy doplněna novými částmi vzájemně spojovanými ocelovými šrouby. Objekt pak nebyl udržován a došlo ke korozi materiálu. Počátkem 21. století byl celkový stav velmi špatný, byly zjištěny vážné závady na sloupu i nosné konstrukci.

### Rekonstrukce v roce 2004
Roku 2004 vlastník objektu město Karlovy Vary přistoupil k celkové rekonstrukci pomníku. Po dohodě se zástupci Národního památkového ústavu – Územního odborného pracoviště Plzeň a investora došlo k demontáži celého objektu. Původní nátěry a koroze byly odstraněny a vše dostalo nový nátěr. Po konzultaci se statikem J. Rinešem bylo navrženo nové řešení nosné konstrukce. Též bylo obnoveno původní odvětrání i odvod kondenzační vlhkosti. Po sestavení byl celý objekt natřen grafitovým nátěrem. Celkové náklady na rekonstrukci činily 400 tisíc Kč.

## Popis
Památník je umístěn v městském parku dnes zvaném sady Jeana de Carro před vilou Lützow. Kovová socha je odlitek ze slitiny zinku, hliníku a olova, tzv. zinkalu (kamalu) /tento materiál se používal v 19. století, sloužil jako náhražka ušlechtilejších materiálů, např. bronzu/. Socha znázorňuje císaře s korunou na hlavě ve zřaseném oděvu s pláštěm sepnutým u krku sponou. V levé ruce drží meč připevněný na pásu kolem boků a v pravé má částečně stočenou listinu, která představuje dokument připomínající založení Karlových Varů. Postava stojí na šest metrů vysokém sloupu s korintskou hlavicí. Uvnitř sloupu je umístěna vlastní nosná konstrukce, původně tvořena čtyřmi ocelovými pásy, dnes nahrazena centrálním nosným sloupem z nerezové oceli s kruhovými pásy korespondujícími s vnitřním průměrem sloupu.
Sloup je umístěn na žulovém hranolovém podstavci s horní i spodní profilovanou krycí deskou. Podstavec stojí na dvou žulových stupních a prostor kolem je vydlážděn kamennými kostkami.

Na čelní straně soklu bývala původně umístěna deska se zlaceným nápisem v němčině:
DEM GRÜNDER DIE DANKBARE STADT 1858

doplněná dříve druhou částí textu, která je dnes umístěna na zadní straně soklu:
ZUR ERINNERUNG AN DAS 500 JÄHRIGE JUBILÄEUM

Na čelní straně podstavce je nyní osazena novodobá nápisová deska s českým překladem textu:
ZAKLADATELI VDĚČNÉ MĚSTO 1858